# Termitodesmus escherichii
Termitodesmus escherichii är en mångfotingart som beskrevs av Filippo Silvestri 1911. Termitodesmus escherichii ingår i släktet Termitodesmus och familjen Glomeridesmidae. Inga underarter finns listade i Catalogue of Life.